# 橄欖樹瀑布
32°00′55″N 6°43′08″W / 32.0152°N 6.7189°W
橄欖樹瀑布（阿拉伯语：‎）是非洲北部國家摩洛哥的瀑布，位於該國中部塔德萊-艾濟拉勒大區，處於馬拉喀什東北150公里，該座瀑布寬90米，位差110米，是熱門的旅遊點。